# Commandos d'opérations spéciales
Les commandos d'opérations spéciales en Colombie (Comando de Operaciones Especiales ou COPES) sont un groupe d'élite de la police nationale colombienne.